# Castillo de Salor
El castillo de Salor, también conocido como castillo de Zamarrillas es una fortificación situada al sudeste del término municipal de la ciudad de Cáceres, muy próxima a la pedanía de Valdesalor, en el despoblado de lo que en su momento fue el asentamiento de Zamarrillas.

## Historia
El castillo en sus orígenes tuvo un carácter defensivo que poco a poco fue derivando hacia funciones recreativas y palaciegas. Junto al asentamiento de Zamarrillas en el cual está enclavado resultó prácticamente destruido durante la Guerra de la Independencia.

## Conservación
La propiedad del castillo recae en manos privadas y en la actualidad no está dedicado a uso alguno. Se encuentra protegido bajo la Declaración genérica del Decreto de 22 de abril de 1949, y la Ley 16/1985 sobre el Patrimonio Histórico Español.